# Okolina (sistemi)
U nauci i inženjerstvu, sistem je deo univerzuma koji se proučava, dok je okruženje ostatak univerzuma koji se nalazi izvan granica sistema. Poznat je i kao okolina, a u termodinamici kao rezervoar. U zavisnosti od tipa sistema, on može da stupa u interakciju sa okolinom razmenom mase, energije (uključujući toplotu i rad), linearni momenat, ugaoni momenat, električnog naelektrisanja ili drugih očuvanih svojstava. U nekim disciplinama, kao što je teorija informacija, informacije se takođe mogu razmenjivati. Okruženje se zanemaruje u analizi sistema, osim u pogledu ovih interakcija.

## Spoljašnje veze
- Geography of transport systems Архивирано на веб-сајту  (12. март 2017) people.hofstra.edu
- Environmental Management Systems epa.gov
- Earth's Environmental Systems Архивирано на веб-сајту  (31. мај 2018) eesc.Columbia.edu
- Environmental Education Архивирано на веб-сајту  (11. децембар 2022)